# Aegus formosulus
Aegus formosulus là một loài bọ cánh cứng trong họ Lucanidae. Loài này được Didier mô tả khoa học năm 1928.